# Meadville, Missouri
Meadville är en ort i Linn County i Missouri. Orten har fått sitt namn efter Charles Mead som representerade järnvägsbolaget Hannibal and St. Joseph Railroad.